# ABL1
ABL1 es una proteína perteneciente a la familia Src de las tirosina quinasas. Es el homólogo celular del gen v-Abl del virus Abelson de leucemia murina y se encuentra presente en el núcleo y el citoplasma de las células.
La proteína ABL1 participa en varias funciones fisiológicas tales como la regulación del crecimiento celular, la dinámica del citoesqueleto, la reparación del ADN, la supervivencia celular y la autofagia.
La proteína ABL1 está presente en forma inactiva dentro de la célula, cambiando a una forma activa al fosforilarse mediante la acción de otras quinasas como Lyn y Fyn, también de la familia Src.